# 廿日市インターチェンジ
廿日市インターチェンジ（はつかいちインターチェンジ）は、広島県廿日市市の広島岩国道路のインターチェンジ。

## 概要
将来は広島南道路（地域高規格道路 東広島廿日市道路）や益田廿日市道路の終点となる予定であり、広島南道路を介して広島高速3号線に接続される予定である。
山陽自動車道 岩国・北九州方面から広島市街へ向かう場合は、山側にある五日市ICや広島ICまで行かずに当ICで降りて西広島バイパスを経由してアクセスする方が走行距離が短いため、広島方面へのアクセスICとしても機能している。2012年（平成24年）に廿日市高架橋が開通して廿日市ICと西広島バイパス自専部が直結した。更に都心部延伸区間が開通すれば、広島市中心部まで一般道路を経由することなくアクセス可能となる。

## 歴史
- 1987年（昭和62年）2月26日：廿日市IC - 廿日市JCT間開通に伴い、供用開始[2]。

## 周辺
- 厳島（宮島）
- ゆめタウン廿日市
- JA広島総合病院
- JR山陽本線 宮内串戸駅
- 日本赤十字広島看護大学

以前はイオン廿日市店が存在した。

## 接続する道路
- 国道2号（西広島バイパス）

## 隣
E2 広島岩国道路
(32)廿日市JCT - (32-1)廿日市IC
西広島バイパス
速谷ランプ - (32-1)廿日市IC（ここまで自動車専用道路） - 西広島ランプ